# أميرنان
أميرنان هي قرية في مقاطعة طالقان، إيران. عدد سكان هذه القرية هو 215 في سنة 2006.